# Station Anché - Voulon
Station Anché - Voulon is een spoorweghalte in de Franse gemeente Anché. Zij wordt bediend door treinen van het netwerk TER Nouvelle-Aquitaine op de verbinding Poitiers - Angoulême.